# Oh, Inverted World
Oh, Inverted World är det första musikalbumet av The Shins. Albumet släpptes den 19 juni 2001 på Sup Pop Records.

## Låtlista
1. "Caring Is Creepy" – 3:20
2. "One By One All Day" – 4:09
3. "Weird Divide" – 1:58
4. "Know Your Onion!" – 2:29
5. "Girl Inform Me" – 2:21
6. "New Slang" – 3:51
7. "The Celibate Life" – 1:51
8. "Girl on the Wing" – 2:50
9. "Your Algebra" – 2:23
10. "Pressed in a Book" – 2:55
11. "The Past and Pending" – 5:24